# إلهام (فلم)
إلهام (بالإنجليزية: Ilham) فيلم دراما مصري لعام 1950 من إخراج بهاء الدين شرف عن قصة الناقد محمد مندور، الذي اشترك في السيناريو والحوار مع المخرج. الفيلم من بطولة ماري كويني، ويحيى شاهين، وجلال حرب، وتدور الأحداث حول إلهام الفتاة الشريفة التي تنحرف تحت ضغط الظروف، ويقابلها رجل يأخذ بيدها لكي تعود إلى الطريق القويم.
صدر الفيلم إلى دور العرض المصرية في 24 أبريل 1950.
منح موقع قاعدة بيانات الأفلام العربية «السينما.كوم» الفيلم تقييم 5.6 / 10.

## أحداث الفيلم
محرم بك (يحيى شاهين) يعيش فوق الجبل، قريبا من المدينة، مع مجموعة من الزاهدين، ويؤمن بأن الإيمان ليس في الانعزال، ولكن الإيمان الحقيقي في التلاحم مع المشاكل ومواجهتها، ومقاومة الشيطان، والنفس الأمارة بالسوء. يقرر أن يترك الجبل، وينزل لمعترك الحياة، ويعثر في واحة بالصحراء، على امرأة اختارت الانعزال، تطلب من مولاها قبول توبتها والغفران لها. تقص على محرم قصتها، كانت الهام (مارى كوينى) تعيش مع والدها رضا بك (محمد عبد القدوس)، وأمها (فيكتوريا حبيقه)، وقد تدهور بهم الحال، وفقد والدها ممتلكاته، ويتخلى عنه الأصدقاء، ويتكاثر من حوله المطالبين بسداد الديون. تضطر الأم للعمل مديرة منزل لدى أسرة من جيرانهم. يخسر رضا بك قضية كان يعتمد عليها لتحسين وضعه، ويصاب بالشلل، ثم يموت. تريد إلهام أن تخرج من أحزانها، وتوافق على الخروج في نزهة مع صفوت بك، الذي يقدم لها الخمور، ويصطحبها لمنزله لتقضي ليلتها في أحضانه، وتفقد عذريتها. تخرج أمها للبحث عنها فتصدمها سيارة، وتموت. تسقط إلهام أثناء عودتها لمنزلها، ويعثر عليها كمال بك (سليمان نجيب) ويقوم بتوصيلها، لتكتشف غياب أمها، وحجز الديانة على المنزل، ولذلك يستضيفها كمال بك في منزله. تعيش إلهام في أحضان كمال بك، وترفض الزواج به، لأن قلبها محطم، ونظراً لتمتع إلهام بقدر كبير من الجمال، فقد كثرت العيون حولها. يتقرب منها المثال جلال بك (جلال حرب)، الذي يشاغلها لتكون ملهمته، ولكنها لا تستجيب له. تتعرف إلهام على منير بك (محمد الديب) النصاب الذي خدعها بشركات وهمية ينشأها، ويدخلها شريكةً معه، مقابل أن تقنع كمال بك الثري بالدخول بمبالغ كبيرة شريكاً في الشركة الوهمية. ينقاد كمال بك لإلهام، ويخسر كل أمواله، ويتم القبض على منير وعلى إلهام. تنتهي فترة إلهام في السجن، ويتم الإفراج عنها، ليتلقفها الخواجة مانولي (إبراهيم حشمت) لتعمل في الكباريه الذي يمتلكه، وتحقق أرباح كثيرة من ممارستها الرذيلة. تلتقي بضحيتها كمال بك بعد ان تدهورت أحواله، وأدمن الخمر، فتقرر ترك الكباريه، ليعثر عليها المثال جلال بك، وتصبح عشيقته، وملهمته حيث يصنع لها تمثالا يفوز بالجائزة الأولى. تقوم صديقتها القديمة سميرة بجذب جلال بك لها، فيهجر إلهام. تسقط إلهام مريضة بمرض صدري، ويعاونها بعض الاصدقاء القدماء. تمر الأيام، وتلتقي بمن أحبها، ومن خدعها، وترفض التجاوب مع الجميع، وتترك كل شيء خلفها، وتنعزل بالصحراء طلباً للتوبة، حتى يعثر عليها محرم بك، الذي يتركها متوجهاً للأراضى المقدسة، ولكنه يعود من منتصف الطريق ليصحبها معه، ويذهبوا سوياً إلى مكة.

## طاقم التمثيل
- ماري كويني: في دور إلهام.
- يحيى شاهين: في دور محرم بك.
- جلال حرب: في دور جلال بك.
- سليمان نجيب: في دور كمال بك.
- محمد عبد القدوس: في دور رضا بك (والد إلهام).
- سناء سميح: في دور سميرة.[10]
- محمد الديب: في دور منير بك.
- عمر الحريري: في دور مدحت بك.
- محمد توفيق: في دور إسماعيل.

بالاشتراك مع: رفيعة الشال - فيكتوريا حبيقة – نوال الجمل – عبد القادر المسيري – محمد السبع – إبراهيم حشمت – وهبة حسب الله – إبراهيم رمزي – كمال ماهر – صلاح مختار - محسن حسنين - كمال عبد الرحمن - دنيا مندور - نانا - فيليب كمال – محمد صبيح – صالحة قاصين - نبوية مصطفى – محمد الطوخي (الراوي) – عصمت عبد العليم (غناء).

## أغاني الفيلم
الخميلة: ألحان وغناء جلال حرب - كلمات: عبد اللطيف واكد.
فرحة الدنيا: ألحان وغناء جلال حرب.
عتاب: (دويتو) جلال حرب وعصمت عبد العليم (الحان جلال حرب).
الراعي: ألحان وغناء محمد صالح.
عصمت عبد العليم
نجحت عصمت عبد العليم من خلال حضورها الإذاعي المتميز وخامة الصوت الذي لفت أنظار كبار منتجي السينما المصرية حينها، فشاركت عن طريق الدوبلاج الصوتي في فيلم «الهام»، حيث غنت «عتاب» من كلمات عبد اللطيف واكد، وألحان جلال حرب.

## استقبال الفيلم
كتب محمود قاسم على موقع الشروق: «المفاجأة في الفيلم ان كاتب القصة هو الدكتور محمد مندور الناقد الأكاديمي المعروف، والفيلم غريب في قصته، فهو حول مفكر جبلى قرر الخروج من قبيلته بحثاً عن الحقيقة، ويقابل فتاة بدوية مرت بظروف بالغة السوء، وتحكي له عن مسيرتها المليئة بالصدمات، حيث يخرجنا الفيلم من أجواء الصحارى إلى الحياة المدنية، ويبدو لقاء الرجل بالمرأة أقرب إلى الجدل الفكري بين (الفكر، والإثم)، وبين (الفضيلة والخطيئة)، فهذا الرجل البكر الذاهب إلى مكة لاكتشاف الحقيقة، يستمع إلى حكاية المرأة التي مرت بالعديد من التجارب الحسية مع الرجال، وتركوا أثراً في حياتها، حتى إذا قابلت الناسك، تكون على أبواب حياة جديدة وهى تذهب معه إلى الحجاز. الناسك ظهر في بداية الأحداث ونهايتها، وراح يستمع إلى القصة دون مقاطعة ... تؤكد الأحداث أن هذا الرجل سيكون الخاتمة لها، علما بأن الفيلم لم يمنح أبطاله الرجال أي نوع من التسميات ... فإن أيا منهم لم يدفع الثمن فمنهم من أحبها، ومنهم من عشقته دون أن يبادلها المشاعر، والغريب ان المخرج ليس من النوع الذي يجعل الممثلين معه في أحسن حالاتهم، وعلى سبيل المثال يحيى شاهين، وسليمان نجيب، أما المطرب السكندرى جلال حرب فلم ينجح مخرج واحد في أن يجعل منه ممثلاً وعلى رأسهم عزالدين ذوالفقار».
كتب الموقع العربي لوكالة رويترز مقالة تحت عنوان "عرض كتاب ذكريات أدبية .. تلخيص وجدان وهموم شيخ النقاد محمد مندور": أن فيلم "إلهام" بدأ تصويره تحت عنوان (عصيان وغفران)، تغير عنوان الفيلم إلى (إلهام) وكتب على الملصق الدعائي للفيلم "إلهام.. قصة النائب المحترم الدكتور محمد مندور - إنتاج أفلام النداء وماري كويني"، ويقول طارق مندور إن أباه كتب هذه القصة القصيرة ونشرها عام 1941 بعنوان (الخطيئة) وحين سئل عن التوقف عن كتابة القصص، بعد هذه القصة اليتيمة، قال إن النقد شغله ولم يجد لديه الاستعداد للخلق الفني".

## وصلات خارجية
- مقالات تستعمل روابط فنية بلا صلة مع ويكي بيانات
- إلهام (فيلم) على موقع دهليز
- إلهام (فيلم) على موقع IMDB
- إلهام (فيلم) على موقع كاروهات
- إلهام (فيلم) على موقع دنيا الوطن